# Königsgraben und Schleuse Mellensee
Königsgraben und Schleuse Mellensee este o arie protejată (arie specială de conservare — SAC, sit de importanță comunitară — SCI) din Germania întinsă pe o suprafață de 42,67 ha, integral pe uscat.

## Localizare
Centrul sitului Königsgraben und Schleuse Mellensee este situat la coordonatele 52°12′51″N 13°25′38″E / 52.2142°N 13.4272°E.

## Înființare
Situl Königsgraben und Schleuse Mellensee a fost declarat sit de importanță comunitară în septembrie 2000.

## Biodiversitate
Situată în ecoregiunea continentală, aria protejată conține 3 habitate naturale: Pășuni continentale udate de apa mării, Pajiști cu Molinia pe soluri calcaroase, turboase sau argilos-nămoloase (Molinion caeruleae), Liziere de ierburi înalte hidrofile de câmpie și de nivel montan până la alpin.
La baza desemnării sitului se află mai multe specii protejate:
- păsări (1): presură sură (Miliaria calandra)
- mamifere (1): vidră de râu (Lutra lutra)

Pe lângă speciile protejate, pe teritoriul sitului au mai fost identificate 27 de specii de plante, 1 specie de amfibieni, 1 specie de mamifere, 2 specii de nevertebrate, 1 specie de pești, 1 specie de reptile.